# Green Island (Kure Atol)
De naam Green Island is de naam van een eiland in de Stille Oceaan. Het maakt deel uit van de Kure Atol, het meest noordelijke atol op aarde. De atol behoort tot de Hawaïaanse eilanden en bestaat uit de eilanden:
- Green Island
- Sand Island

Het eiland heeft een totale oppervlakte van 78ha.